# 조르자 뷔르트

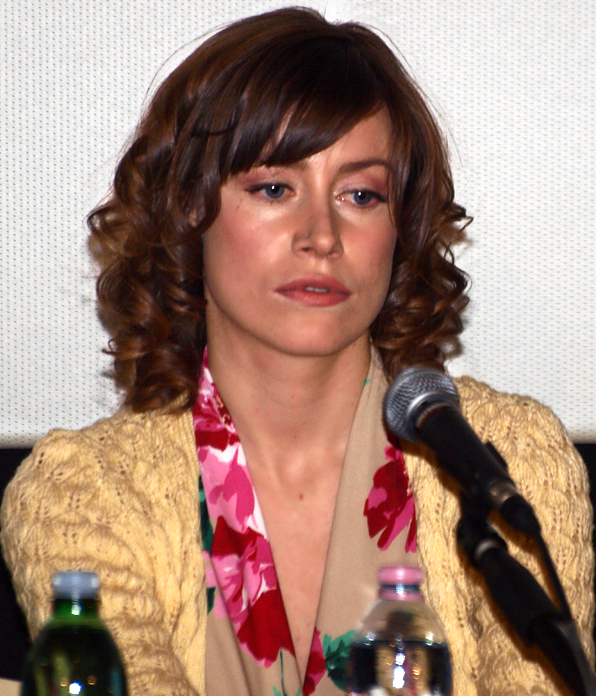

조르자 뷔르트(Giorgia Würth, 1981년 6월 5일 ~ )는 스위스와 이탈리아의 배우이다.
제노바에서 태어났다.

## 영화
- 살바트리체 - 어 포트레이트 오브 산드라 밀로 (2017년)
- 러브 인 디 에어 (2012년)
- 박스 오피스 3D (2011년)
- 시네스테시아 (2010년)
- 애프터 러브 (2009년)